# Montagnais d'Unamen Shipu
Les Montagnais d'Unamen Shipu sont une bande indienne innue du Québec au Canada. Ils vivent principalement sur la réserve indienne anciennement appelé La Romaine (réserve indienne), aujourd'hui Unamen Shipu en innu-aimun, située dans la région de la Côte-Nord. En 2017, ils ont une population inscrite de 1 179 membres. Ils sont affiliés au Regroupement Mamit Innuat.

## Démographie
Les membres de la Première Nation d'Unamen Shipu sont des Innus, également appelés Montagnais. En janvier 2017, la bande a une population inscrite totale de 1 179 membres dont 45 vivent hors réserve. Selon le recensement de 2011 de Statistique Canada, l'âge médian de la population est de 28,6 ans.

## Géographie
Les Montangias d'Unamen Shipu possèdent une seule réserve indienne où vit la majorité de sa population. Il s'agit de La Romaine (réserve indienne), également appelée Unamen Shipu en innu-aimun et dont le nom officiel est Romaine 2, située sur la Côte-Nord au Québec à 145 km au nord-est de l'île d'Anticosti. Elle couvre une superficie de 42,6 hectares. La ville importante située le plus près est Sept-Îles. Le nom « Unamen Shipu » signifie « rivière rouge » en innu-aimun. Il fait référence à la rivière Romaine où la pierre roulée par le cours d'eau est rouge.

## Langues
La langue des Montagnais est l'innu-aimun. Selon le recensement de 2011 de Statistique Canada, sur une population totale de 985 personnes, 98% connaissent une langue autochtone. Plus précisément, 97,5% de la population ont une langue autochtone encore parlée et comprise en tant que langue maternelle et la même proportion parle une langue autochtone à la maison. En ce qui a trait aux langues officielles, 2,5% connaissent les deux, 82,2% connaissent seulement le français, 1,5% connaissent seulement l'anglais et 13,7% en connaissent aucune.

## Gouvernement
Les Montagnais d'Unamen Shipu sont gouvernés par un conseil de bande élu selon un système électoral selon la coutume basé sur la section 11 de la Loi sur les Indiens. Pour le mandat de 2017 à 2019, ce conseil est composé du chef Bryan Mark et de six conseillers. La bande fait partie du conseil tribal du Regroupement Mamit Innuat.